# استان دارخان‌اول
استان دارخان‌اُوٓل (به زبان مغولی: Дархан-Уул аймаг، [Darxan-Uul ajmag]؛ ᠳᠠᠷᠬᠠᠨ ᠠᠭᠤᠯᠠ ᠠᠶᠢᠮᠠᠭ، [darqan aɣula ayimaɣ]) یک استان در کشور مغولستان است.

## خصوصیات
استان دارخان‌اول ۳٬۲۷۵ کیلومترمربع مساحت و ۸۷٬۴۶۸ نفر جمعیت دارد.

## ترکیب جمعیتی
اکثر مطلق جمعیت استان دارخان‌اول را ملت مغول تشکیل می‌دهند. ۹۶٫۱٪ از مردم این استان مغول می‌باشند. از مغول‌ها، ۸۳٫۴٪ را قوم خالخه، یکی  از اقوام مغول تشکیل می‌دهد.
از بقیهٔ این جمعیت٬ ۲٫۶٪ را ملت قزاق (مسلمان) و ۰٫۵٪ را خوتو‌ن‌ها (به عبارتی دیگر، مردم هوئی، مسلمانان چینی‌تبار) تشکیل می‌دهند.

## تقسیمات اداری
استان دارخان‌اول دارای ۴ شهرستان (سُوم) می‌باشد، که دو تا از آنان، در درجهٔ «شهر» قرار دارند.
|                        |                             |                                          |              |       |  |  |  |  |  |  |
| شهرستان (سُوم)          | نام مغولی (سیریلیک)         | نام مغولی (خط مغولی)                     | جمعیت (۲۰۲۲) | مساحت |  |  |  |  |  |  |
| شهرستان دارخان (شهر)   | Дархан сум (Darxan sum)     | ᠳᠠᠷᠬᠠᠨ ᠰᠤᠮᠤ (darqan sumu)                | ۸۷٬۲۲۲       | ۱۰۳   |  |  |  |  |  |  |
| شهرستان شارین‌غول (شهر) | Шарынгол сум (Šaryngol sum) | ᠱᠠᠷ᠎ᠠ ᠶᠢᠨ ᠭᠣᠣᠯ ᠰᠤᠮᠤ (šar-a-yin ɣoul sumu) | ۷٬۶۳۶        | ۱۶۰٫۶ |  |  |  |  |  |  |
| شهرستان اورخون         | Орхон сум (Orxon sum)       | ᠣᠷᠬᠤᠨ ᠰᠤᠮᠤ (orqun sumu)                  | ۳٬۲۴۵        | ۴۷۸   |  |  |  |  |  |  |
| شهرستان خونغور         | Хонгор сум (Xongor sum)     | ᠬᠣᠩᠭ᠋ᠤᠷ ᠰᠤᠮᠤ (qoŋɣor sumu)                | ۵٬۸۷۴        | ۲٬۵۳۳ |  |  |  |  |  |  |